# 刺果峨参
刺果峨参（学名：Anthriscus nemorosa）是伞形科峨参属的植物。分布在中国大陆的河北、辽宁、甘肃、内蒙古、四川、陕西、西藏、新疆、吉林等地，生长于海拔1,620米至3,800米的地区，多生长于山坡草丛和林下，目前尚未由人工引种栽培。